# Brighamia rockii
Brighamia rockii är en klockväxtart som beskrevs av Harold St.John. Brighamia rockii ingår i släktet Brighamia och familjen klockväxter. IUCN kategoriserar arten globalt som akut hotad. Inga underarter finns listade i Catalogue of Life.

## Bildgalleri

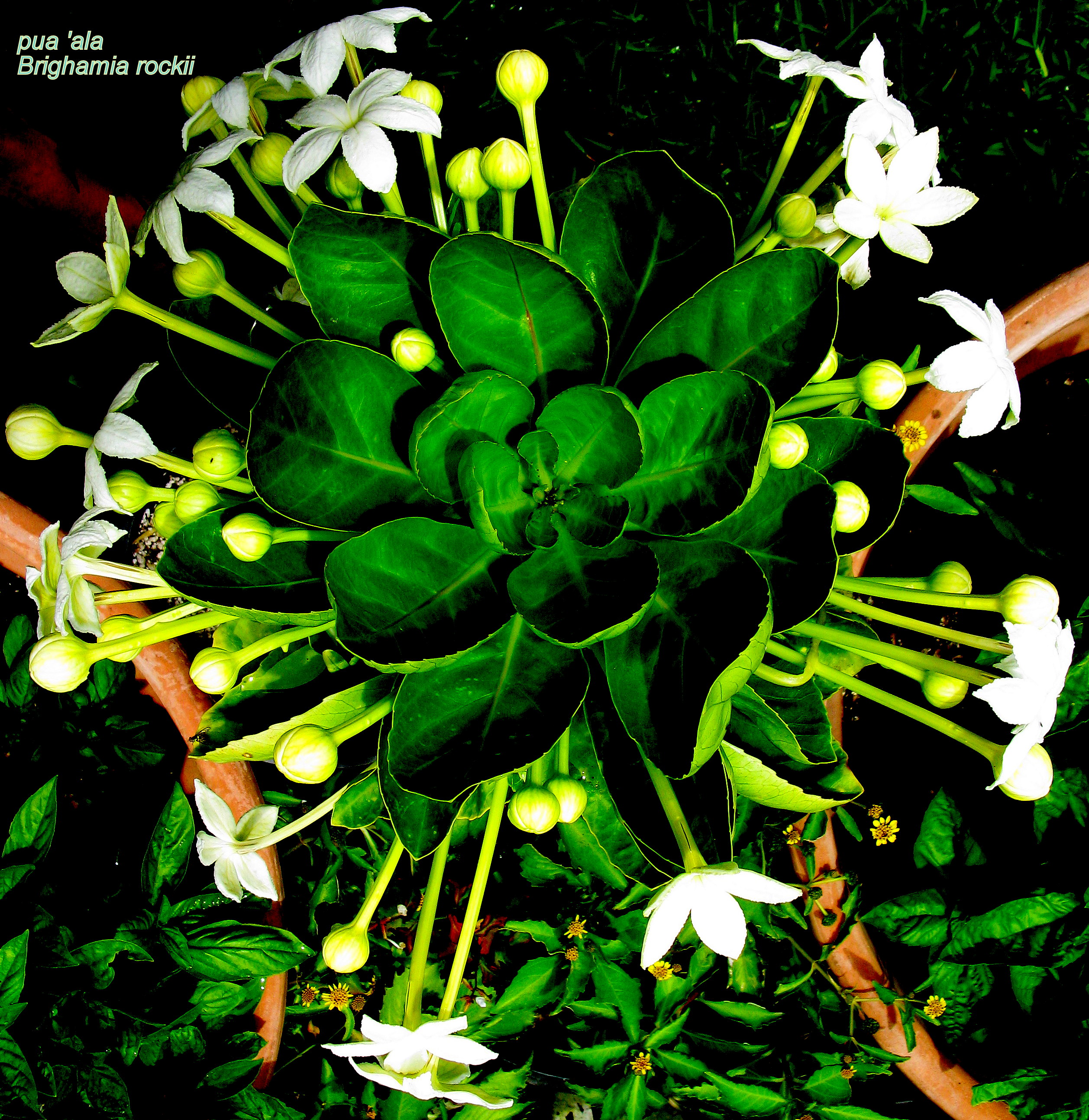
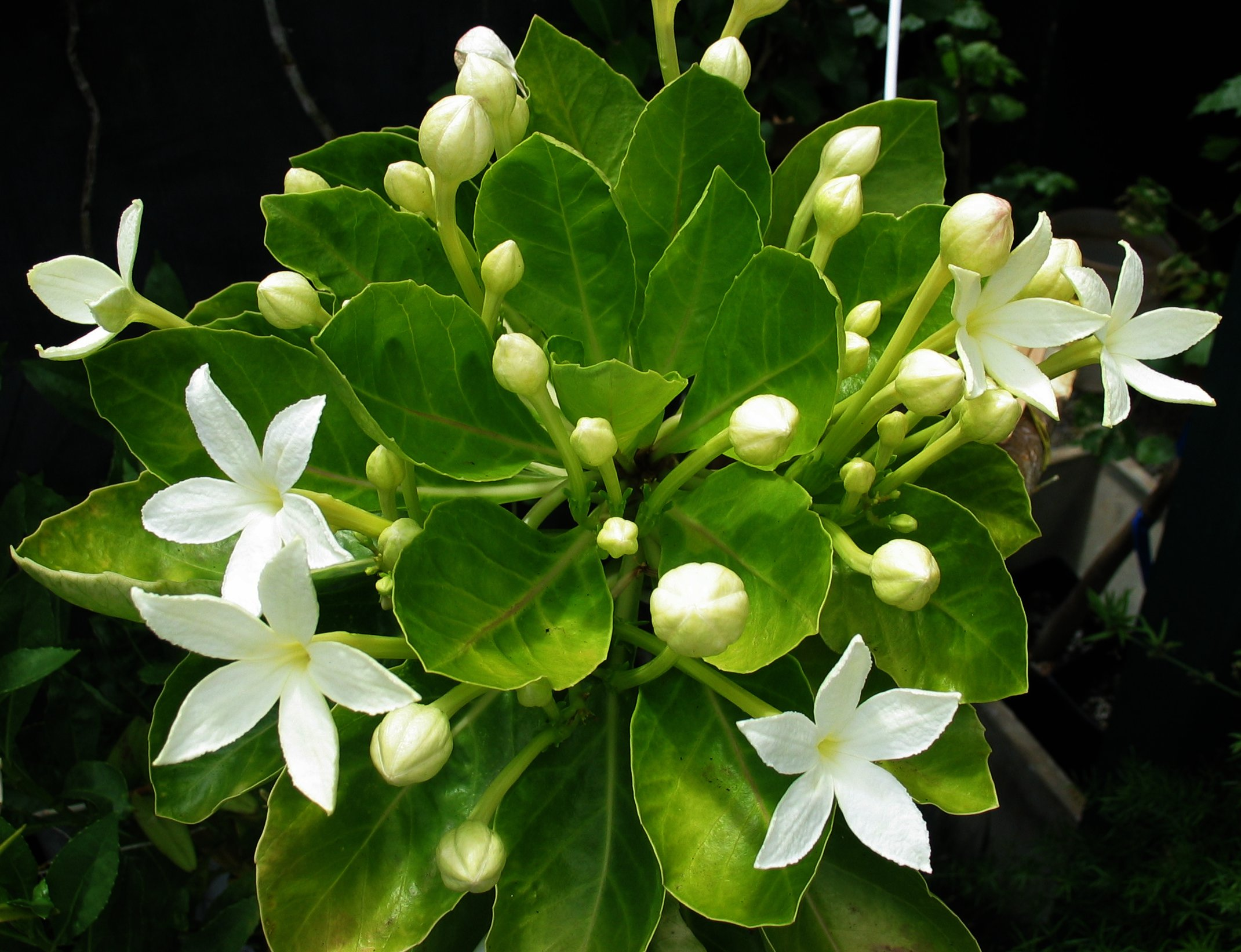
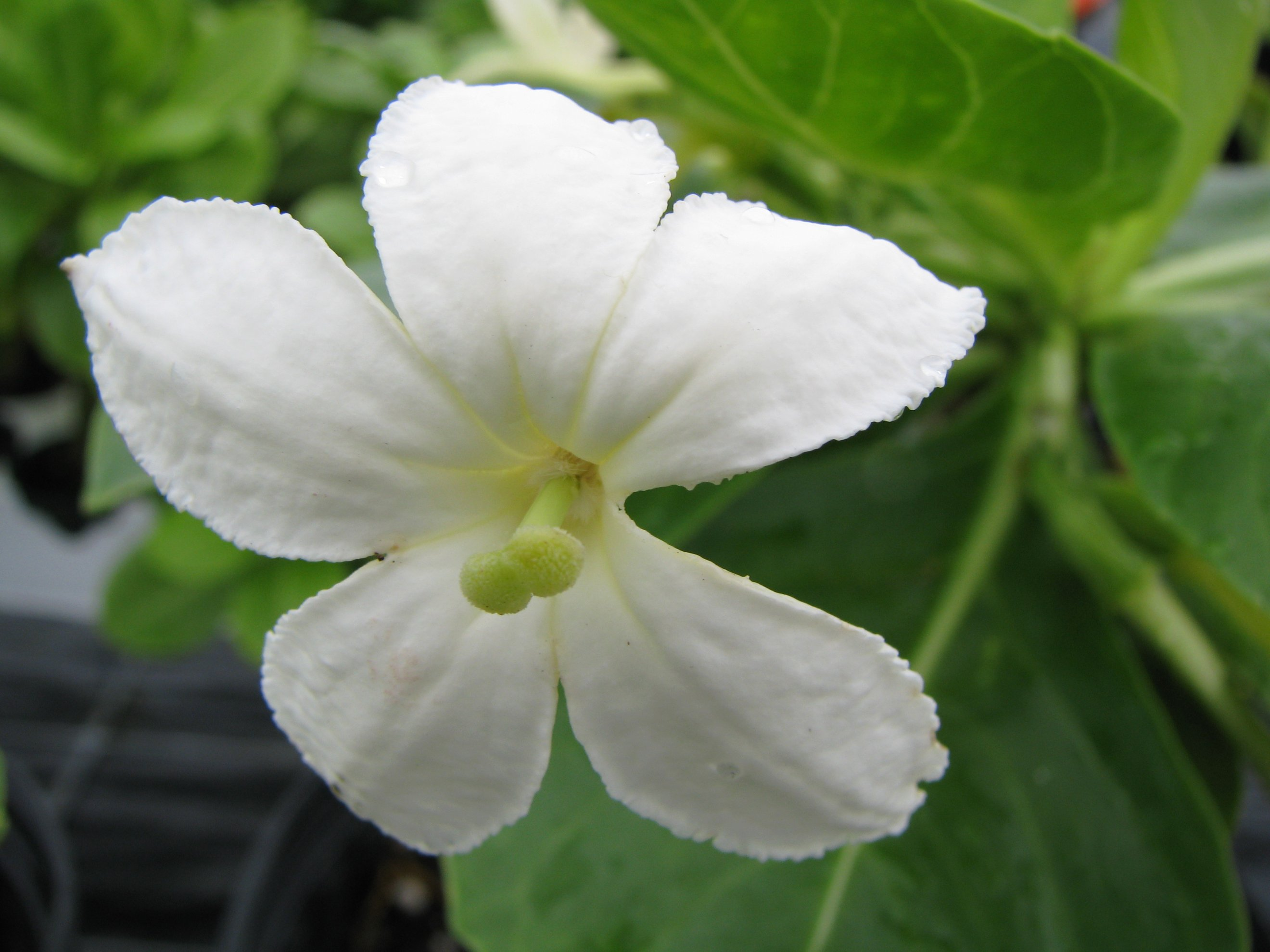
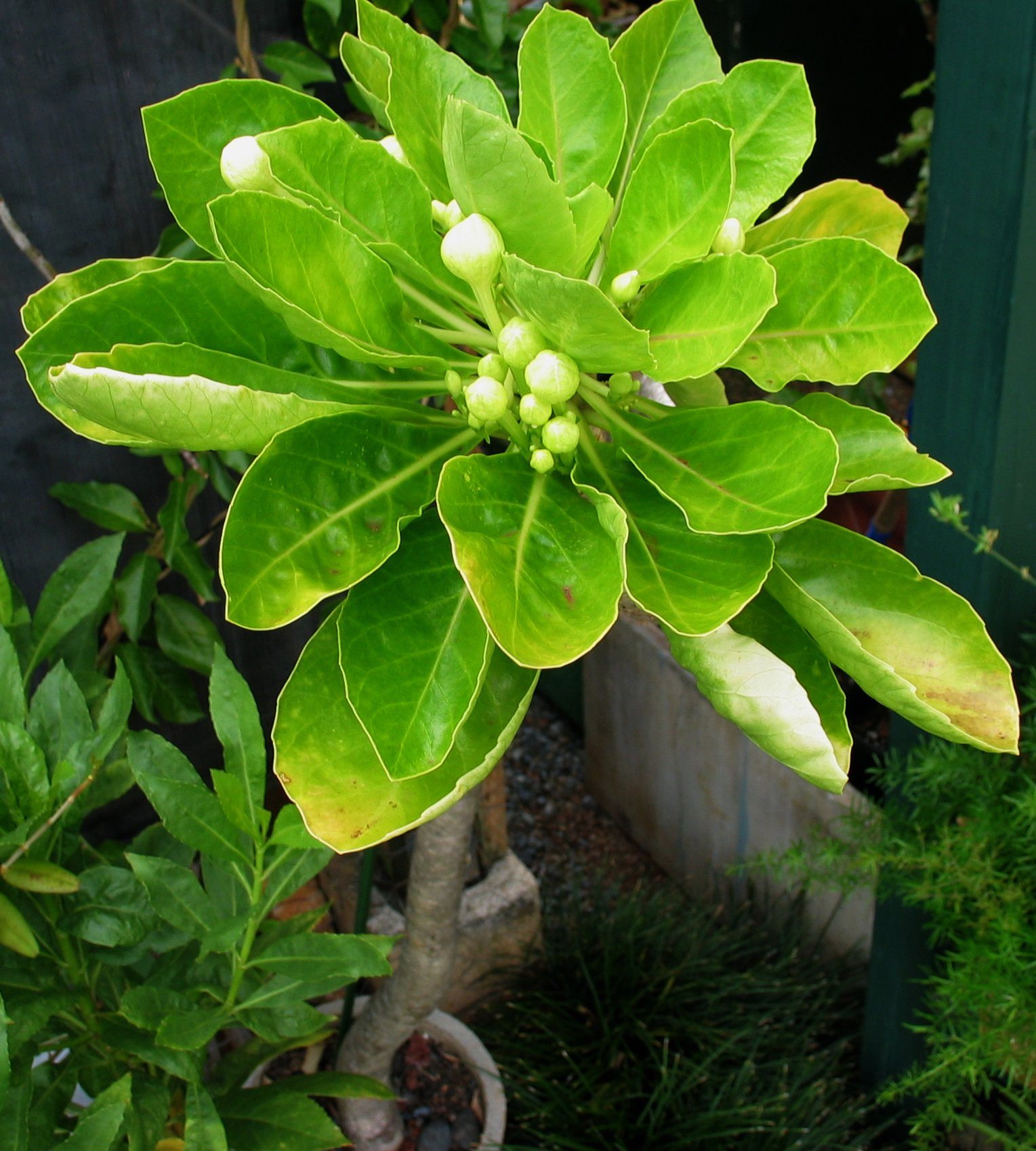